# 로이 톰슨 홀

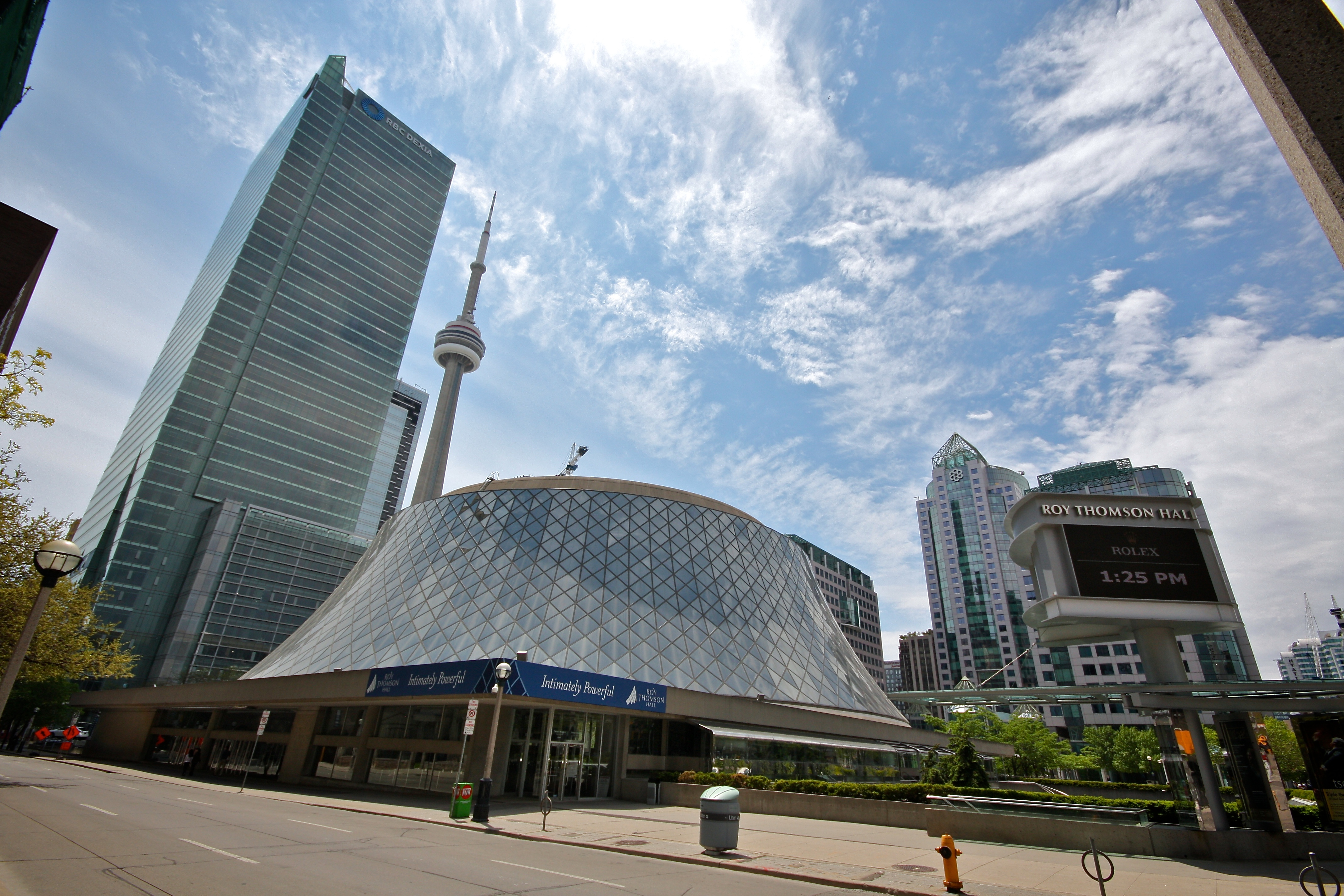
로이 톰슨 홀

로이 톰슨 홀(Roy Thomson Hall)은 캐나다 토론토에 있는 콘서트홀이다. 토론토 교향악단과 토론토 멘델스존 합창단의 본거지이다. 좌석 수는 3540명이다. 1982년에 로이 톰슨의 자금 450 만 캐나다 달러를 들여 완성하였다. 2002년에 전체 리노베이션을 실시했다. 매년 토론토 국제 영화제의 회장으로 사용되고 있으며, 영화 《엑스맨》의 촬영 장소로도 사용됐다.